# Judo-Europameisterschaften 2022
Die Judo-Europameisterschaften 2022 fanden vom 29. April bis zum 1. Mai 2022 in der Arena Armeec in Sofia, Bulgarien, statt. Insgesamt nahmen 361 Athleten aus 40 Ländern an der Veranstaltung teil. In 14 Gewichtsklassen (je 7 für Männer und Frauen) wurden Medaillen vergeben. Der Spanier Francisco Garrigós konnte seinen Vorjahrestitel erfolgreich verteidigen.

## Ergebnisse

### Männer
| Gewichtsklasse | Gold                | Silber             | Bronze                                |
| -------------- | ------------------- | ------------------ | ------------------------------------- |
| – 60 kg        | Francisco Garrigós  | Janislaw Gertschew | Cédric Revol Jorre Verstraeten        |
| – 66 kg        | Bohdan Jadow        | Alberto Gaitero    | Elios Manzi Denis Vieru               |
| – 73 kg        | Hidayət Heydərov    | Giovanni Esposito  | Mark Christow Rüstəm Orucov           |
| – 81 kg        | Tato Grigalaschwili | Matthias Casse     | Sami Chouchi Attila Ungvári           |
| – 90 kg        | Luka Maisuradse     | Darko Brašnjović   | Theodoros Tselidis Məmmədəli Mehdiyev |
| – 100 kg       | Michael Korrel      | Piotr Kuczera      | Nikoloz Sherazadishvili Daniel Eich   |
| + 100 kg       | Jur Spijkers        | Johannes Frey      | Guram Tuschischwili Roy Meyer         |

### Frauen
| Gewichtsklasse | Gold              | Silber               | Bronze                                |
| -------------- | ----------------- | -------------------- | ------------------------------------- |
| – 48 kg        | Shirine Boukli    | Catarina Costa       | Julia Figueroa Shira Rishony          |
| – 52 kg        | Chelsie Giles     | Amandine Buchard     | Ana Viktorija Puljiz Distria Krasniqi |
| – 57 kg        | Timna Nelson-Levy | Sarah Léonie Cysique | Mina Libeer Eteri Liparteliani        |
| – 63 kg        | Gemma Howell      | Laura Fazliu         | Szofi Özbas Gili Sharir               |
| – 70 kg        | Marie-Ève Gahié   | Sanne van Dijke      | Margaux Pinot Anka Pogačnik           |
| – 78 kg        | Alina Böhm        | Guusje Steenhuis     | Madeleine Malonga Alice Bellandi      |
| + 78 kg        | Romane Dicko      | Raz Hershko          | Asya Tavano Sebile Akbulut            |

## Medaillenspiegel
| Rang   | Land                   | Gold | Silber | Bronze | Gesamt |
| ------ | ---------------------- | ---- | ------ | ------ | ------ |
| 1      | Frankreich             | 3    | 2      | 3      | 8      |
| 2      | Niederlande            | 2    | 2      | 1      | 5      |
| 3      | Georgien               | 2    | 0      | 2      | 4      |
| 4      | Vereinigtes Königreich | 2    | 0      | 0      | 2      |
| 5      | Israel                 | 1    | 1      | 2      | 4      |
| 5      | Spanien                | 1    | 1      | 2      | 4      |
| 7      | Deutschland            | 1    | 1      | 0      | 2      |
| 8      | Aserbaidschan          | 1    | 0      | 2      | 3      |
| 9      | Ukraine                | 1    | 0      | 0      | 1      |
| 10     | Belgien                | 0    | 1      | 3      | 4      |
| 10     | Italien                | 0    | 1      | 3      | 4      |
| 12     | Bulgarien              | 0    | 1      | 1      | 2      |
| 12     | Kosovo                 | 0    | 1      | 1      | 2      |
| 14     | Polen                  | 0    | 1      | 0      | 1      |
| 14     | Portugal               | 0    | 1      | 0      | 1      |
| 14     | Serbien                | 0    | 1      | 0      | 1      |
| 17     | Ungarn                 | 0    | 0      | 2      | 2      |
| 18     | Griechenland           | 0    | 0      | 1      | 1      |
| 18     | Kroatien               | 0    | 0      | 1      | 1      |
| 18     | Moldau                 | 0    | 0      | 1      | 1      |
| 18     | Schweiz                | 0    | 0      | 1      | 1      |
| 18     | Slowenien              | 0    | 0      | 1      | 1      |
| 18     | Türkei                 | 0    | 0      | 1      | 1      |
| Gesamt | Gesamt                 | 14   | 14     | 28     | 56     |